# جووانی پاپینی
جووانی پاپینی (انگلیسی: Giovanni Papini; ۹ ژانویهٔ ۱۸۸۱ – ۸ ژوئیهٔ ۱۹۵۶) شاعر، روزنامه‌نگار، نویسنده، منتقد ادبی و فیلسوف اهل ایتالیا بود. او چهره‌ای جنجالی در نیمهٔ اول قرن بیستم به شمار می‌رود. پاپینی برای مشارکت در مباحثات متنی و شیوهٔ نگارش خود محبوب است. او با جنبش‌های هنری چون فوتوریسم و پسا-دکادنس مرتبط بود و در طول عمر خود با مکاتب مختلف فلسفی و سیاسی شناخته می‌شد: از روحانی‌ستیزی و آتئیسم به دین کاتولیک بازگشت و از یک حامی مداخله در جنگ قبل از ۱۹۱۵ به مخالف جنگ تبدیل شد. در دههٔ ۱۹۳۰ از فردگرایی به محافظه‌کاری تغییر عقیده داد و نهایتاً فاشیست شد، با این حال علاقه‌ای به نازیسم نداشت.
از معروف‌ترین آثار او یک رمان اتوبیوگرافیکال با عنوان «یک مرد تمام شده» است.